# 千金藤上三脊節蜱
千金藤上三脊節蜱（学名：Calepitrimerus undatus）为節蜱科上三脊節蜱屬下的一个种。